# جیوردینیانو
جیوردینیانو (به ایتالیایی: Giurdignano) یک کومونه در ایتالیا است که در استان لچه واقع شده‌است.

## خصوصیات
جیوردینیانو ۱۳ کیلومترمربع مساحت و ۱٬۹۱۱ نفر جمعیت دارد و ۷۸ متر بالاتر از سطح دریا واقع شده‌است.